# The Sex Is Good (låt)
The Sex Is Good är en rocklåt av det amerikanska rockbandet Saving Abel. Den är från studioalbumet Miss America och släpptes officiellt under Virgin den 8 juni 2010. Låten skrevs av Jared Weeks, Jason Null samt Skidd Mills och handlar framförallt om sexuell ärlighet.

## Budskap och mening
Enligt Jared Weeks själv, en av låtskrivarna, handlar låten om oförblommerad sexuell ärlighet. Låten är en berättelse om hur en "bad boy" blir ännu värre, men trots det är han ärlig och medger detta. Det Weeks menar är att det enda exalterande som förekommer i många relationer är just sex och att man i sinom tid inser att det inte finns någon kärlek kvar alls.

## Listplaceringar
| Topplista                  | Placering |
| -------------------------- | --------- |
| Hot Mainstream Rock Tracks | 1         |
| Alternative Songs          | 22        |
| Rock Songs                 | 10        |